# 아루나 상강테
아루나 상강테 (Arouna Sangante, 2002년 4월 12일 ~ )는 세네갈의 축구 선수이며, 르아브르에서 센터백으로 뛰고 있다.